# Chrysops vargus
Chrysops vargus är en tvåvingeart som beskrevs av David Fairchild 1986. Chrysops vargus ingår i släktet Chrysops och familjen bromsar.
Artens utbredningsområde är Costa Rica. Inga underarter finns listade i Catalogue of Life.